# Cléry-Saint-André
Cléry-Saint-André è un comune francese di 3 331 abitanti situato nel dipartimento del Loiret nella regione del Centro-Valle della Loira.
Vi si trova la Basilica di Notre-Dame, costruita in stile gotico.

## Società

### Evoluzione demografica
Abitanti censiti